# Димитр Главчев
Димитр Борисов Главчев (болг. Димитър Борисов Главчев) — болгарський незалежний політик, голова Рахункової палати Болгарії, тимчасовий виконувач обов'язків прем'єр-міністра і міністр закордонних справ Болгарії.
Раніше був членом партії ГЕРБ, із 2009 по 2021 рік був депутатом Народних зборів, посаду голови яких ненадовго обіймав у 2017 році. 

## Життєпис
Народився 15 серпня 1963 року в Софії. Середню освіту здобув у 1981 році в 35-й середній школі (тоді — середня школа імені Михайла Калініна). Вищу освіту здобув 1987 року в Університеті національного та світового господарства (тоді ім. Карла Маркса) за фахом «економіст-бухгалтер». У цьому ж університеті здобув також освітньо-кваліфікаційний рівень магістра з міжнародних економічних відносин. Працював професійним бухгалтером близько 30 років, із яких 20 — незалежним аудитором.
2009 року вперше обраний до парламенту, де ввійшов до депутатської групи ГЕРБ у Народних зборах 41-го скликання. Був депутатом 5 скликань поспіль, пішовши з парламенту після 46-го скликання. На депутатській роботі працював у комітеті з бюджету та фінансів. На цій посаді брав участь у 2010 році у розробленні «Закону про Рахункову палату». 2011 року призначений заступником голови фракції ГЕРБ. У 43-му скликанні був призначений заступником голови Народних зборів, тимчасово головуючи на сесіях у відсутність чинного голови Цецки Цачевої. У Народних зборах 44-го скликання очолював міжпарламентську делегацію Болгарії в ПАРЄ. З 19 квітня по 17 листопада 2017 року обіймав посаду голови Народних зборів 44-го скликання, після чого подав у відставку у зв'язку зі скандалом з керівницею БСП Корнелією Ніновою, яку він змусив залишити сесію за «образу» прем'єр-міністра Бойка Борисова.
На парламентських виборах у Болгарії в листопаді 2021 року не балотувався.
12 липня 2023 року депутатська група ГЕРБ-СДС висунула його на посаду голови Рахункової палати. 28 липня обраний на цю посаду голосами 148 депутатів. 31 липня офіційно розпочав свій 7-річний строк повноважень.
9 квітня 2024 року президент Румен Радев призначив його виконувачем обов'язків прем'єр-міністра Болгарії. 22 квітня 2024 року у очоленому ним уряді його призначили міністром закордонних справ.
7 травня 2024 року Главчев провів телефонну розмову з прем'єр-міністром України Денисом Шмигалем, де йшлося про військові потреби України, Формулу миру Зеленського, Саміт миру у Швейцарії та можливу участь болгарського бізнесу в Конференції з питань відновлення у Берліні 2024 року. Під час розмови Главчев запевнив, що Болгарія й надалі допомагатиме Україні.
На посаді голови болгарського уряду виступив за розширення присутності НАТО в Чорноморському регіоні та на Західних Балканах.
Володіє англійською та російською мовами. Одружений, має дочку і сина та двох онуків.